# Beatrice Richter
Beatrice Richter (Múnich, 20 de diciembre de 1948) es una actriz, artista de cabaré, animadora, cantante de jazz y humorista alemana.

## Carrera
Hija de un librero y una flautista, desde pequeña siguió los pasos de su abuelo, un actor de teatro. Se formó como actriz en la Escuela Otto Falckenberg y en la década de 1980 asistió a clases de baile de jazz en Nueva York. Empezó su carrera en el programa de Rudi Carrell Rudis Tagesshow, junto a Diether Krebs y Klaus Havenstein. Por sus parodias obtuvo en 1981 el Verleihung der Goldenen Kamera. También era conocida por su papel en el programa Sketchup. Intervino en varias películas junto a Walter Giller o Peter Alexander y también hizo teatro. Desde 1996 canta jazz en un show de cabaré.
En 2004 formó parte de la representación en la catedral de Colonia de la obra de Hugo von Hofmannsthal Jedermann, junto a Andreas Schmidt-Pavloff, Johannes Heesters, Cordula Trantow y Fred Alexander; interpretó los papeles del oficial, el diablo y el dinero. En 2008 actuó en el Festival de Karl May en Bad Segeberg. En 2015 participó junto a Vadim Garbuzov en la octava temporada del programa de baile Let’s Dance, donde quedaron novenos.
Junto con el actor Heinz Baumann tiene una hija también actriz, Judith Richter.

## Filmografía
- Schwester Weiß (2014-2016)
- Die reichen Leichen. Ein Starnbergkrimi (2013-2014)
- Letzter Moment (2009-2010)
- Tel (2009)
- Das bisschen Haushalt (2003)
- Tod eines Polizisten (1994-1995)
- Theaterdonner (1994)
- In guten Händen (1988)
- Das Piräus-Abenteuer (1988)
- Der kleine Riese (1984-1985)
- Abgehört (1984)
- Das Traumschiff. Kenia (1983)
- Laß das - ich haß' das (1983)
- Die wilden Fünfziger (1982-1983)
- Mit mir nicht, du Knallkopp (1982-1983)
- Eine Rose im Müll (1981)
- Trokadero (1980-1981)
- Zum Gasthof der spritzigen Mädchen (1979, doblaje)
- Die Kette (1977)
- Am Wege (1974-1975)
- Das Konzert (1974-1975)
- Liebe unter 17 (1970-1971)